# Copitarsia hostilis
Copitarsia hostilis là một loài bướm đêm trong họ Noctuidae.